# Horst Köppel
Horst Köppel (sinh ngày 17 tháng 5 năm 1948) là một cầu thủ bóng đá người Đức.

## Đội tuyển bóng đá quốc gia Đức
Horst Köppel thi đấu cho đội tuyển bóng đá quốc gia Đức từ năm 1968-1973.

## Thống kê sự nghiệp
| Đội tuyển bóng đá Đức | Đội tuyển bóng đá Đức | Đội tuyển bóng đá Đức |
| Năm                   | Trận                  | Bàn                   |
| --------------------- | --------------------- | --------------------- |
| 1968                  | 3                     | 0                     |
| 1969                  | 0                     | 0                     |
| 1970                  | 0                     | 0                     |
| 1971                  | 6                     | 2                     |
| 1972                  | 0                     | 0                     |
| 1973                  | 2                     | 0                     |
| Tổng cộng             | 11                    | 2                     |